# Nationaal Park Synevyr
Nationaal Park Synevyr (Oekraïens: Національний парк Синевир) is een nationaal park in de oblast Transkarpatië in het westen van Oekraïne en valt geografisch gezien binnen het Karpatengebergte. De oprichting tot nationaal park vond plaats op 5 januari 1989 per decreet (№ 7/1989) van de Raad van Ministers van de Oekraïense SSR en werd opgericht ter behoud van de natuurlijke complexen in de Oostelijke Karpaten. Nationaal Park Synevyr heeft een oppervlakte van 404 km².

## Kenmerken
Vlak bij het dorp Synevyrska Poljana, op een hoogte van 989 meter boven zeeniveau, ligt het Synevyrmeer. Dit meer heeft een maximale diepte van 22 m en is vanwege zijn schoonheid een populaire bestemming voor toeristen uit Oekraïne. Nationaal Park Synevyr werd opgericht in 1989, maar het Synevyrmeer zelf is al sinds 1974 beschermd als zakaznik. De lengte van Nationaal Park Synevyr van noord naar zuid is ongeveer 30 kilometer en van west naar oost ongeveer 20 kilometer. Het hoogste punt van het nationaal park is de bergtop Strymba (1.719 m). 's Winters is het gebied drie à vier maanden lang onder een 50 cm dikke sneeuwlaag bedekt.

## Flora en fauna

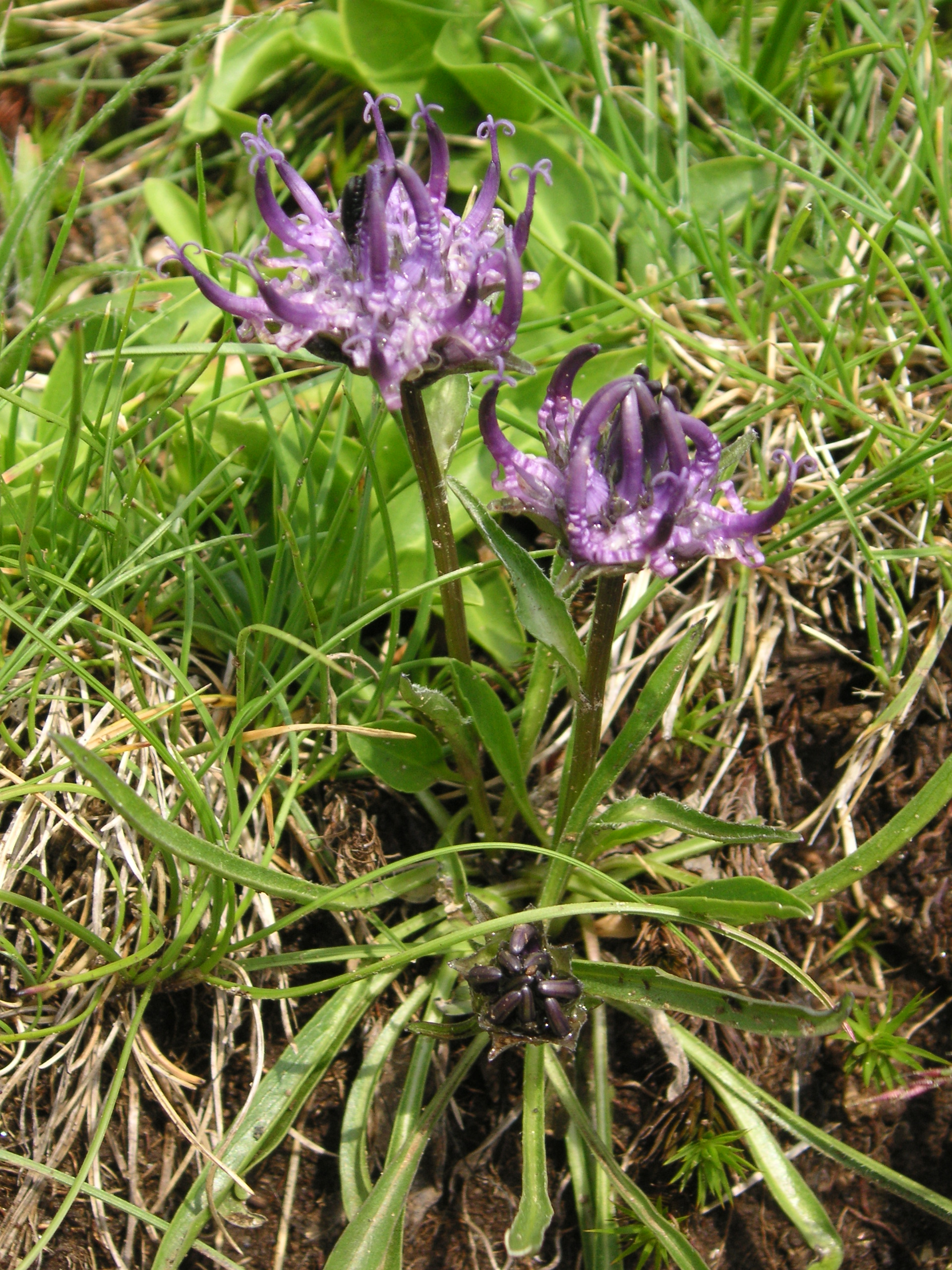
De zeer zeldzame Phyteuma confusum groeit in Nationaal Park Synevyr.

Nationaal Park Synevyr bestaat uit oude bergbossen met beuk (Fagus sylvaticus), gewone zilverspar (Abies alba) en fijnspar (Picea abies), snelstromende rivieren en velden met een hoge diversiteit aan bloemen. Er zijn 890 plantensoorten in Nationaal Park Synevyr vastgesteld, waarvan er 34 endemisch zijn voor de Karpaten. Negenentwintig van die endemische soorten zijn over het algemeen zeldzaam, maar komen hier veel voor. Twee daarvan worden zelfs als zeer zeldzaam beschouwd; namelijk Coeloglossum alpinum en Phyteuma confusum. Botanisch gezien is de omgeving van Synevyr daarom zeer rijk. Overige interessante soorten zijn bijvoorbeeld de smalle orchis (Dactylorhiza traunsteineri), bosorchis (Dactylorhiza fuchsii) en harlekijn (Anacamptis morio).
De dierenwereld bestaat vooral uit soorten die kenmerkend zijn voor de boreale zone. Zo komen er in Nationaal Park Synevyr zoogdieren voor als de bruine beer (Ursus arctos), wolf (Canis lupus), wild zwijn (Sus scrofa), Euraziatische lynx (Lynx lynx), otter (Lutra lutra), boommarter (Martes martes), das (Meles meles) en edelhert (Cervus elaphus) en vogels als hazelhoen (Tetrastes bonasia), zwarte specht (Dryocopus martius), beflijster (Turdus torquatus) en kramsvogel (Turdus pilaris). Het auerhoen (Tetrao urogallus) is zeldzaam en komt in de meest afgelegen gebieden nog voor. Nationaal Park Synevyr biedt daarnaast leefruimte aan vuursalamanders (Salamandra salamandra) en de snelstromende rivieren herbergen beekforellen (Salmo trutta fario) en vlagzalmen (Thymallus thymallus).

## Synevyrmeer
Het Synevyrmeer is met 4 à 5 hectare het grootste meer in de Oblast Transkarpatië. Het ligt op een hoogte van 989 m en heeft een maximale diepte van 22 m. Het meer van Synevyr is een post-glaciaal meer en is kort na de laatste ijstijd gevormd. Vanwege zijn schoonheid is het een populaire bestemming voor binnenlandse toeristen. Het water is helderblauw en wordt omringd door 140-160 jaar oude fijn- en zilversparrenbossen, gemengd met beuken, wilde lijsterbes (Sorbus aucuparia) en gewone esdoorns (Acer pseudoplatanus). Het meer wordt ook wel "Parel van de Karpaten" genoemd en is tevens in 2007 uitgeroepen tot een van de "Zeven Natuurlijke Wonderen van Oekraïne".

## Klimaat
De gemiddelde temperatuur in juli is 13 °C en dat is de warmste maand van het jaar. De koudste maand is januari en de temperatuur is dan gemiddeld −10 °C. Er valt jaarlijks gemiddeld tussen de 950 en 1.050 mm regen. Het Synevyrmeer heeft een constante watertemperatuur en ligt het hele jaar door op 11 °C. De vorstvrije periode in een jaar ligt tussen de 110 en 130 dagen.

## Folklore
Er gaat een legende, dat het Synevyrmeer werd gevuld door de tranen van Syn, de dochter van een graaf. Haar geliefde, een gewone schaapsherder genaamd Vyr, werd namelijk bedolven onder een rotsblok nadat de graaf zijn onderdanen de opdracht gaf hem om te brengen. Dit om de reputatie van de familie te verdedigen. Syn hield de hand van Vyr vast nadat het rotsblok op hem lag en volgens de legende steekt de rots nog steeds boven water in het midden van het meer. Vanwege de namen van de geliefden wordt het meer Synevyr genoemd.

## Afbeeldingen

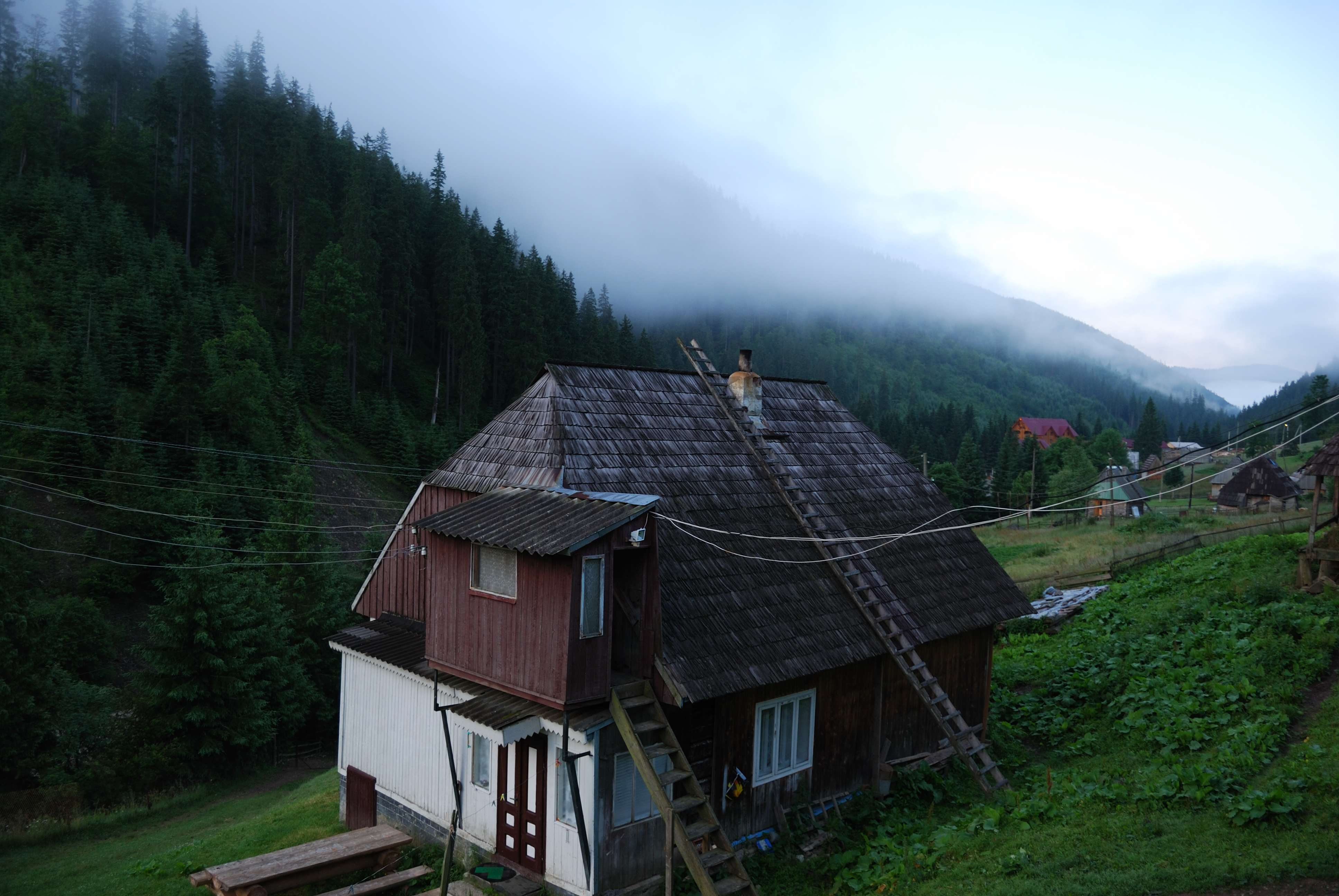
Huis in het dorp Synevyrska Poljana.
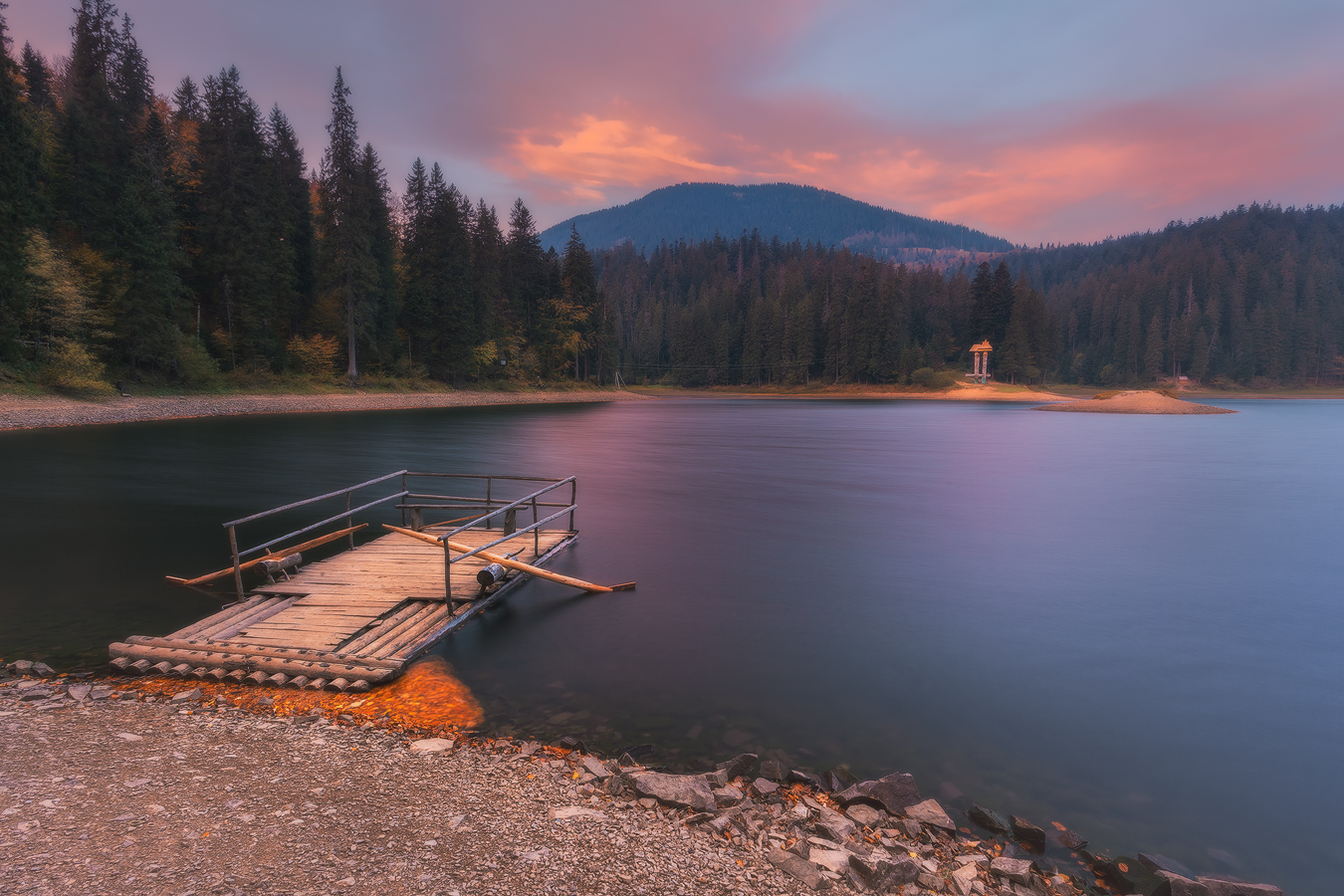
Het Synevyrmeer.
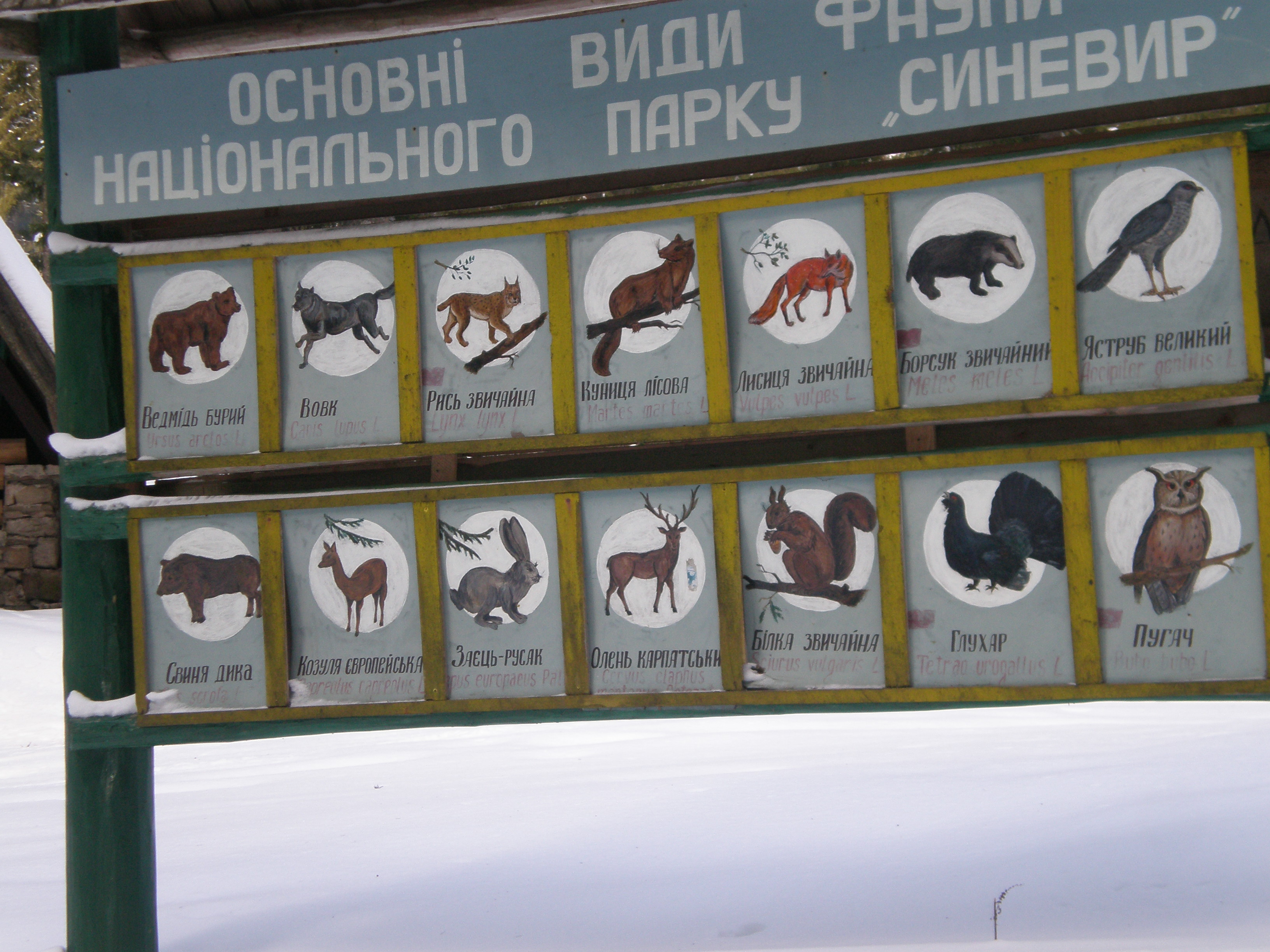
De bewoners van Synevyr.
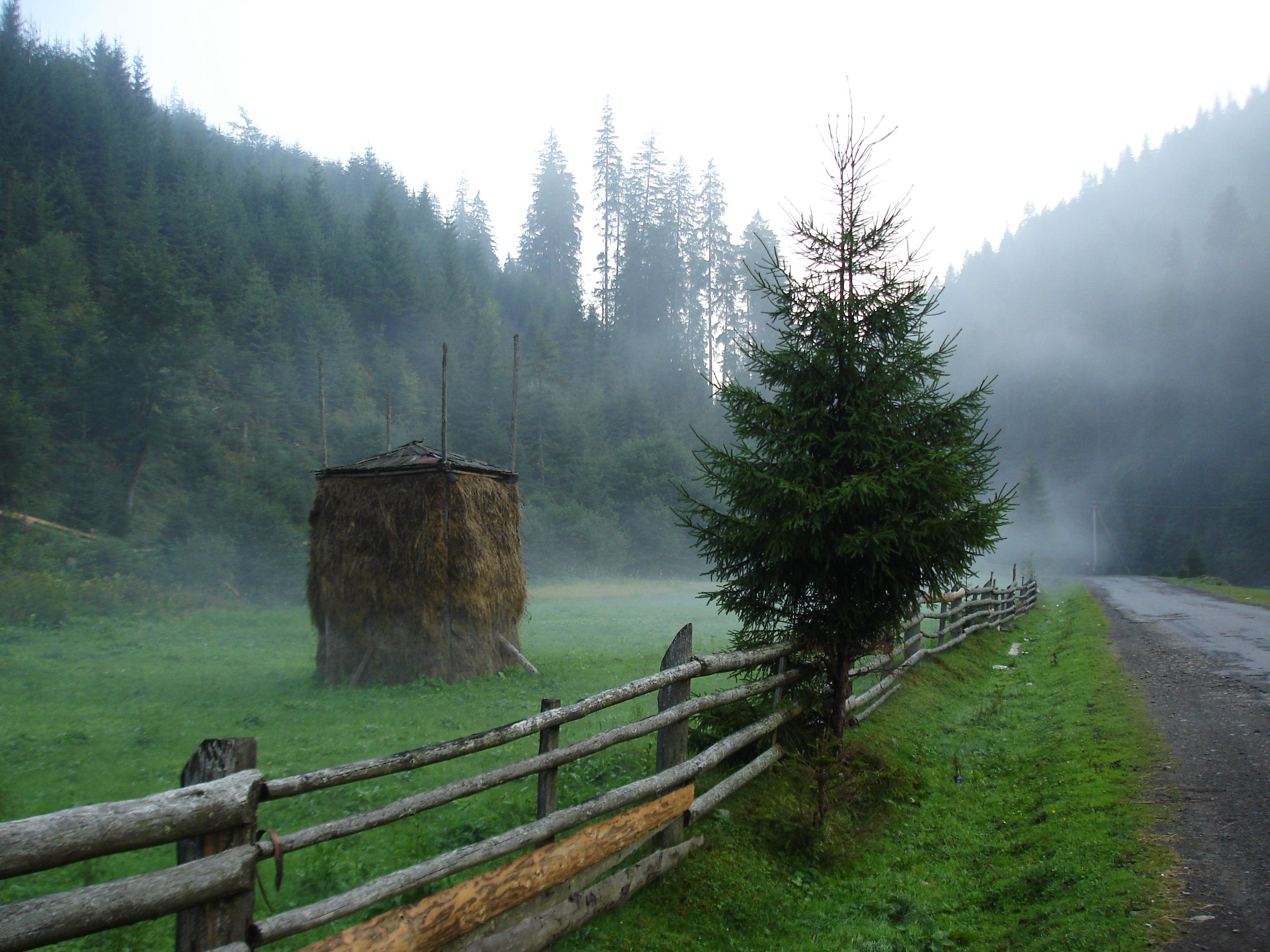
Mistige zomeravond.
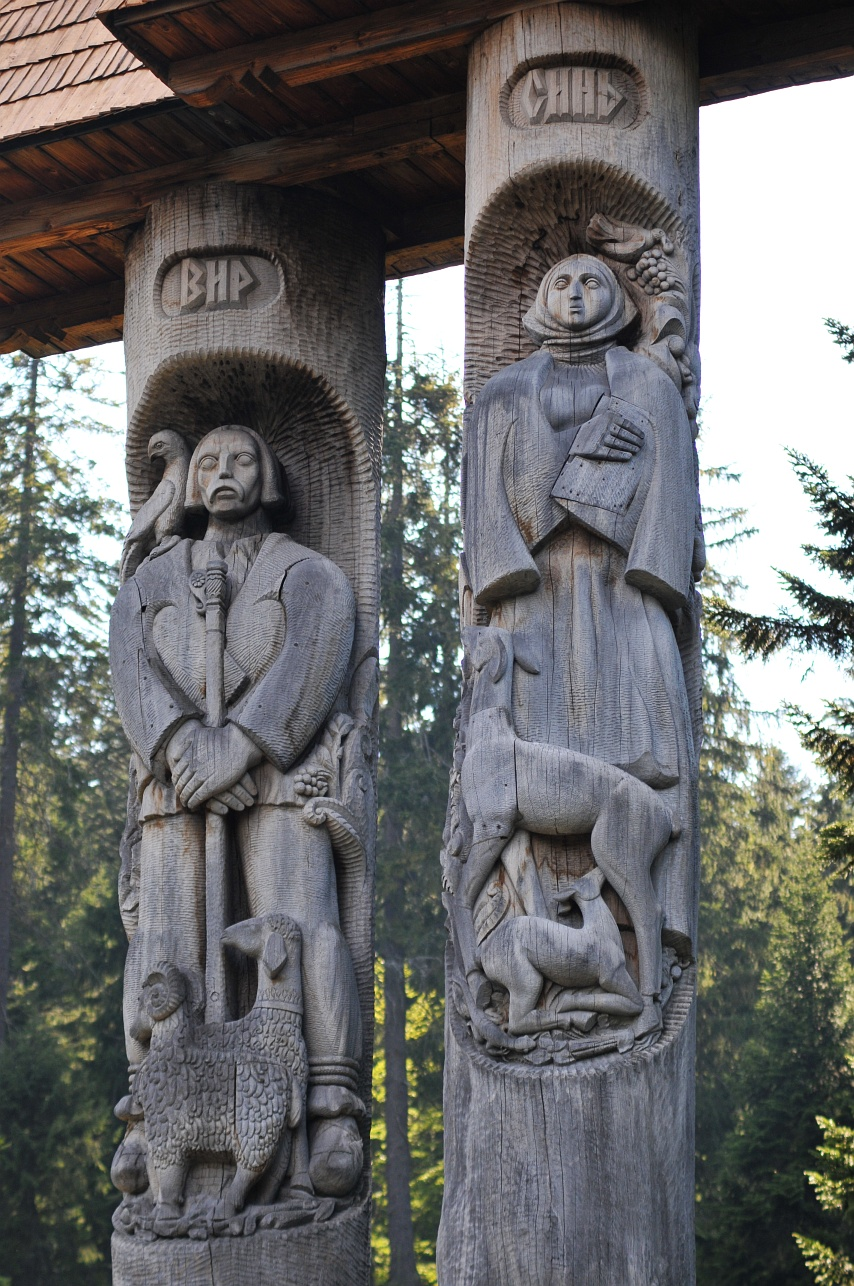
Syn en Vyr.
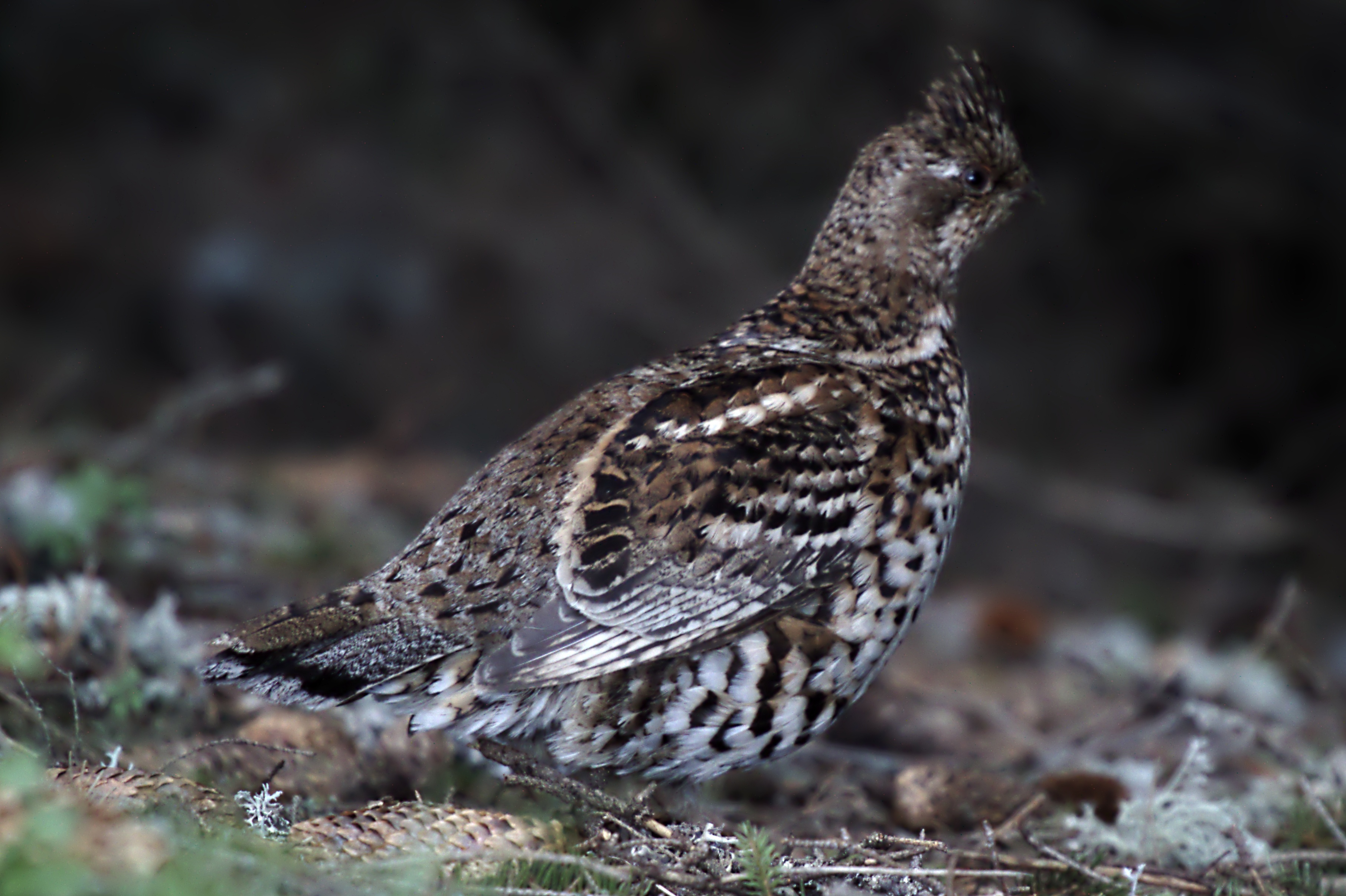
Het hazelhoen (Tetrastes bonasia) is vrij algemeen in N.P. Synevyr.
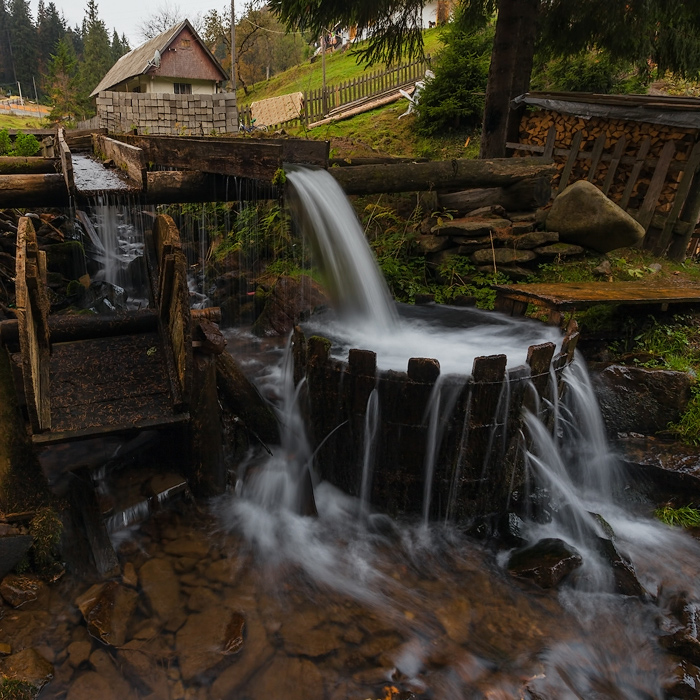
Bergriviertje in de buurt van Synevyrska Poljana.

...
Boezky Hard · 
Chotynsky · 
Desnjansko-Starohoetsky · 
Homilsjanski Lisy · 
Karmeljoek-Podolië · 
Karpaten · 
Noord-Podolië · 
Oezjansky · 
Podilski Tovtry · 
Synevyr · 
Skolivski Beskydy · 
Toezlovski Lymany · 
Tsoemanska Poesjtsja · 
Zalissja
...